# Zerstörergeschwader 76
Zerstörergeschwader 76 (dobesedno slovensko: Uničevalni polk 76; kratica ZG 76) je bil težko-lovski letalski polk (Geschwader) v sestavi nemške Luftwaffe med drugo svetovno vojno.

## Organizacija
- štab
- I. skupina
- II. skupina
- III. skupina

## Vodstvo polka
Poveljniki polka (Geschwaderkommodore)
- Generalmajor Walter Grabmann: 15. april 1940
- Podpolkovnik Theodor Rossiwall: avgust 1943
- Podpolkovnik Robert Kowalewski: 25. januar 1944